# Finale Europacup I 1988

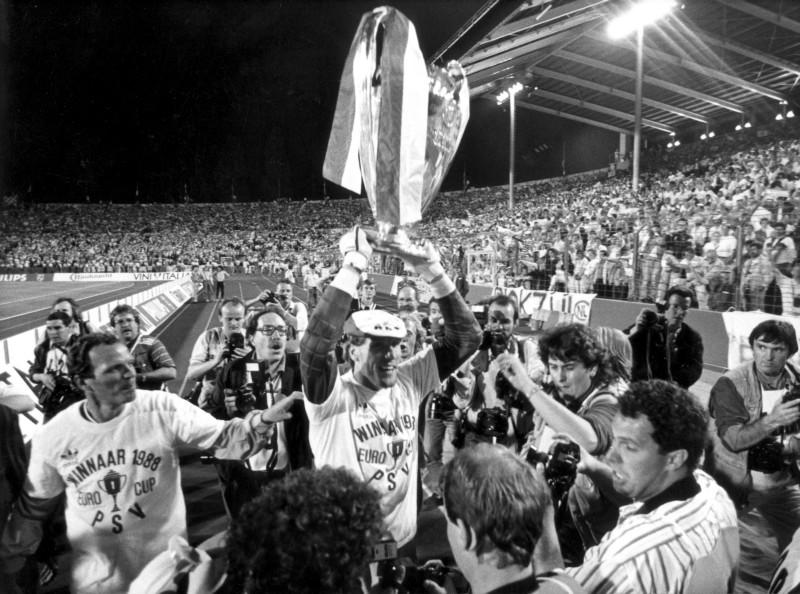
PSV heeft de Europacup I gewonnen.

De finale van de Europacup I van het seizoen 1987/88 werd gehouden op 25 mei 1988 in het Neckarstadion in Stuttgart. Met PSV stond er voor het eerst sinds 1973 weer een Nederlandse club in de finale. Tegenstander was het Portugese Benfica. In de finale kwam geen van beide teams tot scoren. In de strafschoppenreeks miste enkel António Veloso, waardoor PSV's aanvoerder Eric Gerets als eerste Belg de Europacup 1 in ontvangst mocht nemen.

## Wedstrijd
|             |                                              |       |                                      |                                                                                      |
| 25 mei 1988 | PSV                                          | 0 – 0 | Benfica                              | Neckarstadion, Stuttgart Toeschouwers: 70.000 Scheidsrechter: Luigi Agnolin (Italië) |
| 25 mei 1988 |                                              |       |                                      | Neckarstadion, Stuttgart Toeschouwers: 70.000 Scheidsrechter: Luigi Agnolin (Italië) |
| 25 mei 1988 | Strafschoppen                                |       |                                      | Neckarstadion, Stuttgart Toeschouwers: 70.000 Scheidsrechter: Luigi Agnolin (Italië) |
| 25 mei 1988 | Koeman Kieft Nielsen Vanenburg Lerby Janssen | 6 – 5 | Elzo Dito Hajry Pacheco Mozer Veloso | Neckarstadion, Stuttgart Toeschouwers: 70.000 Scheidsrechter: Luigi Agnolin (Italië) |

| PSV | Benfica |

| PSV Eindhoven: |    |                      |        |
|                |    |                      |        |
| GK             | 1  | Hans van Breukelen   |        |
| RB             | 2  | Eric Gerets          |        |
| CB             | 3  | Ivan Nielsen         |        |
| CB             | 4  | Ronald Koeman        |        |
| LB             | 5  | Jan Heintze          |        |
| RM             | 8  | Gerald Vanenburg     |        |
| CM             | 7  | Berry van Aerle      |        |
| CM             | 6  | Søren Lerby          | 106'   |
| LM             | 9  | Edward Linskens      |        |
| CF             | 10 | Wim Kieft            |        |
| CF             | 11 | Hans Gillhaus        | 105+2' |
| Invallers:     |    |                      |        |
| DF             | 12 | Adick Koot           |        |
| FW             | 13 | Eric Viscaal         |        |
| MF             | 14 | Anton Janssen        | 105+2' |
| MF             | 15 | Willy van de Kerkhof |        |
| GK             | 16 | Patrick Lodewijks    |        |
| Coach:         |    |                      |        |
| Guus Hiddink   |    |                      |        |

| Benfica:   |    |                  |      |
|            |    |                  |      |
| GK         | 1  | Silvino          |      |
| RB         | 2  | António Veloso   |      |
| CB         | 5  | Carlos Mozer     |      |
| CB         | 3  | Dito             |      |
| LB         | 4  | Álvaro Magalhães |      |
| RM         | 7  | Chiquinho Carlos |      |
| CM         | 6  | Elzo             |      |
| CM         | 10 | Shéu             |      |
| LM         | 8  | António Pachecho |      |
| CF         | 9  | Rui Águas        | 56'  |
| CF         | 11 | Mats Magnusson   | 112' |
| Invallers: |    |                  |      |
| GK         | 12 | Manuel Bento     |      |
| DF         | 13 | Samuel           |      |
| MF         | 14 | Adelino Nunes    |      |
| FW         | 15 | Hajry Redouane   | 112' |
| FW         | 16 | Wando            | 56'  |
| Coach:     |    |                  |      |
| Toni       |    |                  |      |